# Китайская система мер

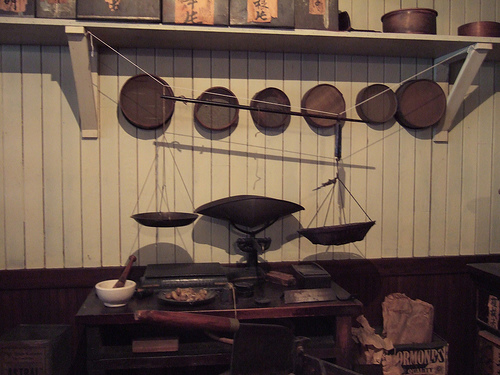
Старинные китайские весы

Шичжи (кит. упр. 市制, пиньинь shìzhì — «рыночная система») — система мер, имевшая употребление в Китае до конца XX века. В КНР меры были стандартизированы для соответствия Международной системе единиц (СИ), а древняя система мер имела в основании число 16. В Гонконге английская система мер использовалась вместе с гонконгской, а с 1976 года к употребимым единицам добавились метрические. Тайваньская система мер использовалась под японским и голландским владычеством, в ней многие одноимённые меры обладали другим объёмом. На конец XX века Тайвань полностью перешёл на метрические единицы. Старые китайские единицы измерения продолжают ограниченно использоваться в повседневной жизни.

## История
Согласно Ли цзи, первые единицы измерения создал легендарный император Хуан-ди. Словари Сяо эръя и Кунцзы цзяюй утверждают, что единицы длины произошли от длины частей тела. Согласно Ши цзи, эти основанные на длине частей тела единицы имели неоднозначную протяжённость, и император Юй Великий, другая легендарная персона, их унифицировал. Линейки с десятеричными метками находят в могилах династии Шан.
В династию Чжоу власть регионов стала усиливаться, и там стали использоваться собственные единицы измерения. По окончании Периода Сражающихся царств Цинь Шихуанди объединил Китай и стандартизировал меры. Эти единицы зафиксированы в Ханьшу.
Исследование астрономических инструментов показало изменение в длине «чи» в течение веков (по нанесённым меткам). Династия Мин реорганизовала меры и привела их к десятичному основанию. В 1929 году правительство Китая приняло метрическую систему.
В 1976 году Управление метрологии Гонконга организовало постепенный переход на систему СИ.

## Древнекитайские меры

### Длина
Традиционные меры длины — чи (尺), бу (步), ли (里). Длина этих единиц менялась с течением времени. 1 бу равнялся то 5, то 6 чи, а 1 ли — от 300 до 360 бу.
| династия            | чи            | бу            | бу     | ли            | ли            |
| династия            | чи            | = 5 чи        | = 6 чи | = 300 бу      | = 360 бу      |
| ------------------- | ------------- | ------------- | ------ | ------------- | ------------- |
| Шан                 | 0,1675        |               | 1,0050 | 301,50        |               |
| Шан                 | 0,1690        |               | 1,0140 | 304,20        |               |
| Чжоу                | 0,1990        |               | 1,1940 | 358,20        |               |
| Восточная Чжоу      | 0,2200        |               | 1,3200 | 396,00        |               |
| Восточная Чжоу      | 0,2270        |               | 1,3620 | 408,60        |               |
| Восточная Чжоу      | 0,2310        |               | 1,3860 | 415,80        |               |
| Цинь                | 0,2260        |               | 1,3560 | 406,80        |               |
| Хань                | 0,2310        |               | 1,3860 | 415,80        |               |
| 600 н. э.[уточнить] | 0,2550        |               | 1,5300 | 459,00        |               |
| Тан                 | 0,2465        | 1,2325        |        | 369,75        | 443,70        |
| Тан                 | 0,2955        | 1,4775        |        | 443,25        | 531,90        |
| Сун                 | 0,2700        | 1,3500        |        | 405,00        | 486,00        |
| Северная Сун        | 0,3080        | 1,5400        |        | 462,00        | 554,40        |
| Мин                 | 0,3008—0,3190 | 1,5040—1,5950 |        | 451,20—478,50 | 541,44—574,20 |
| Цин                 | 0,3080—0,3352 | 1,5400—1,6760 |        | 462,00—503,89 | 554,40—603,46 |

## Современные единицы измерения
Приближённые значения указаны со знаком ~.

### Длина
| Мера        | Ханьцзы | Относительная величина | Метрическое значение | Значение в брит. единицах | Примечания                        |
| ----------- | ------- | ---------------------- | -------------------- | ------------------------- | --------------------------------- |
| hū, ху      | 忽      | 1/1 000 000            | ⅓ мкм                |                           |                                   |
| sī, сы      | 丝      | 1/100 000              | 3⅓ мкм               |                           |                                   |
| háo, хао    | 毫      | 1/10 000               | 33⅓ мкм              |                           |                                   |
| lí, ли      | 市厘    | 1/1000                 | ⅓ мм                 |                           |                                   |
| fēn, фэнь   | 市分    | 1/100                  | 3⅓ мм                | ~0,1312 дюйма             |                                   |
| cùn, цунь   | 市寸    | 1/10                   | 3⅓ см                | ~1,312 дюйма              |                                   |
| chǐ, чи     | 市尺    | 1                      | 33⅓ см               | ~1,094 фута               | китайский фут                     |
| bù, бу      | 步      | 5                      | 1⅔ м                 | ~1,823 ярда               | китайский пасс (шаг)              |
| zhàng, чжан | 市丈    | 10                     | 3⅓ м                 | ~3,645 ярда               |                                   |
| yǐn, инь    | 引      | 100                    | 33⅓ м                | ~36,45 ярда               |                                   |
| lǐ, ли      | 市里    | 1500                   | 500 м                | ~546,8 ярда               | Это «ли» отличается от «ли» (厘). |

#### Гонконгские меры
| Мера      | Ханьцзы | Относительная величина | Метрическое значение | Значение в брит. единицах | Примечания                             |
| --------- | ------- | ---------------------- | -------------------- | ------------------------- | -------------------------------------- |
| fen, фэнь | 分      | 1/100                  | ~3,715 мм            | ~0,1463 дюйма             |                                        |
| cun, цунь | 寸      | 1/10                   | ~3,715 см            | ~1,463 дюйма              |                                        |
| chi чи    | 尺      | 1                      | ~37,15 см            | ~1,219 фута               | Гонконгский фут — ровно 0,371475 метра |

### Площадь
| Мера      | Ханьцзы  | Относительная величина | Метрическое значение | Значение в брит. единицах     | Примечания        |
| --------- | -------- | ---------------------- | -------------------- | ----------------------------- | ----------------- |
| lí, ли    | 市厘     | 1                      | 6⅔ м²                | ~7,973 кв. ярда               |                   |
| fēn, фэнь | 市分     | 10                     | 66⅔ м²               | ~79,73 кв. ярда               | 10 ли             |
| mǔ, му    | 市亩, 畝 | 100                    | 666⅔ м²              | ~797,3 кв. ярда, ~0,1647 акра | 10 фэнь, 60 чжан² |
| shí, ши   | (市)石   | 1000                   | 6666⅔ м²             | ~1,647 акра                   | 10 му             |
| qǐng, цин | 市顷     | 10 000                 | 6⅔ га                | ~16,47 акра                   | 10 ши, 100 му     |

| Мера                  | Ханьцзы | Относительная величина | Метрическое значение | Значение в брит. единицах         | Примечания |
| --------------------- | ------- | ---------------------- | -------------------- | --------------------------------- | ---------- |
| fāng cùn, фан цунь    | 方寸    | 1/100                  | 11 1⁄9 см²           | ~1,722 кв. дюйма                  | 100 фэнь²  |
| fāng chǐ, фан чи      | 方尺    | 1                      | 1⁄9 м²               | ~172,2 кв. дюйма, ~1,196 кв. фута | 100 цунь²  |
| fāng zhang, фан чжуан | 方丈    | 100                    | 11 1⁄9 м²            | ~119,6 кв. фута, ~13,29 кв. ярда  | 100 чи²    |

### Объём
Эти единицы использовались для измерения количества зерна.
| Мера       | Ханьцзы | Относительная величина | Метрическое значение | Значение в брит. единицах    | Примечания            |
| ---------- | ------- | ---------------------- | -------------------- | ---------------------------- | --------------------- |
| cuō, цо    | 撮      | 1/1000                 | 1 мл                 |                              |                       |
| sháo, шао  | 勺      | 1/100                  | 10 мл                |                              | ~0,6102 кв. дюйма     |
| gě, гэ     | 合      | 1/10                   | 100 мл               | ~0,1816 пинты                | ~6,102 кв. дюйма      |
| shēng, шэн | 市升    | 1                      | 1 л                  | ~1,816 пинты                 | ~61,02 кв. дюйма      |
| dǒu, доу   | 市斗    | 10                     | 10 л                 | ~18,16 пинты, ~2,27 галлонов | ~610,2 цу, ~0,3531 цу |
| dàn, дань  | 市石    | 100                    | 100 л                | ~22,7 галлона                | ~3,531 кв. фута       |

### Масса
В том числе золота и серебра.
| Мера       | Ханьцзы   | Относительная величина | Метрическое значение | Значение в брит. единицах | Примечания                                         |
| ---------- | --------- | ---------------------- | -------------------- | ------------------------- | -------------------------------------------------- |
| hū, ху     | 忽        | 1/10 000 000           | 50 мкг               |                           |                                                    |
| sī, сы     | 絲        | 1/1 000 000            | 500 мкг              |                           |                                                    |
| háo, хао   | 毫        | 1/100 000              | 5 мг                 |                           |                                                    |
| lí, ли     | 市厘      | 1/10 000               | 50 мг                |                           |                                                    |
| fēn, фэнь  | 市分      | 1/1000                 | 500 мг               | ~0,2822 драхмы            |                                                    |
| qián, цянь | 市钱      | 1/100                  | 5 г                  | ~2,822 драхмы             |                                                    |
| liǎng, лян | 市两      | 1/10                   | 50 г                 | ~1,764 унции              |                                                    |
| jīn, цзинь | 市斤      | 1                      | 500 г                | ~1,102 фунтов             | Кэтти, китайский фунт. 16 лян = 1 цзинь = 604,79 г |
| dàn, дань  | 市担 / 擔 | 100                    | 50 кг                | ~110,2 фунта              |                                                    |

#### Гонконгские единицы массы
(Транскрипция в ютпхине и в кантонско-русской транскрипции.)
| Мера  | Ханьцзы          | Относительная величина | Метрическое значение | Значение в брит. единицах | Примечания            |
| ----- | ---------------- | ---------------------- | -------------------- | ------------------------- | --------------------- |
| фань  | 分 (fan1, фань)  | 1/1600                 | ~378 мг              | ~0,2133 драхмы            |                       |
| цянь  | 錢 (cin4, чхинь) | 1/160                  | ~3,78 г              | ~2,133 драхмы             |                       |
| лян   | 両 (loeng2, лён) | 1/16                   | ~37,8 г              | ~1,333 унции              | точно 37,799 363 75 г |
| кэтти | 斤 (gan1, кан)   | 1                      | ~604,8 г             | ~1,333 фунта              | точно 0,604 789 82 кг |
| дань  | 担 (daam3, там)  | 100                    | ~60,48 кг            | ~133,3 фунта              |                       |

#### Гонконгские золотые меры веса
Используются для измерения количества драгоценных металлов.
| Мера        | Ханьцзы | Относительная величина | Метрическое значение | Значение в брит. единицах | Примечания           |
| ----------- | ------- | ---------------------- | -------------------- | ------------------------- | -------------------- |
| камханфань  | 金衡分  | 1/100                  | ~374,3 мг            | ~0,2112 драхмы            |                      |
| камханчхинь | 金衡錢  | 1/10                   | ~3,743 г             | ~2,112 драхмы             |                      |
| камханлён   | 金衡両  | 1                      | ~37,43 г             | ~1,32 унции               | точно 37,429 граммов |

### Время
| Мера                  | Ханьцзы | Относительная величина | Метрическое значение | Примечание |
| --------------------- | ------- | ---------------------- | -------------------- | --- |
| miǎo, мяо             | 秒      |                        | 1 секунда            | |
| старый фэнь           | 分      | 1/60 кэ                | 15 секунд            | не используется |
| fēn, фэнь             | 分      |                        | 1 минута             | |
| zi, цзы               | 字      |                        | 5 минут              | используется в диалогах                                                                                             |
| kè, кэ                | 刻      | 60 старых фэнь         | 15 минут             | В течение истории Китая равнялся 1/96, 1/100, 1/108, 1/120 дня. В конце XX века использовалось в значении 1/96 дня. |
| xiǎoshí, сяоши        | 小时    | 4 кэ                   | 1 час                | |
| shíchén, шичэнь       | 时辰    | 8 кэ                   | 2 часа               | используется только в религиозных церемониях                                                                        |
| shí, ши               | 时      | 10 кэ                  | 2,5 часа             | используется только в религиозных церемониях                                                                        |
| rì, жи или tiān, тянь | 日, 天  | 12 шичэнь              | 24 часа              | |

До 1645 года (до династии Цин) меры были другими:
1 жи= 12 шичэнь = 10 ши = 100 кэ;
1 шичэнь= 8 1/3 кэ = 8 кэ 20 фэнь.